# José Orihuela Yabar
José Vicente Orihuela Yabar (Paucartambo, 1895 - Perú, siglo XX) fue un hacendado, coleccionista de arte y político peruano propietario de la hacienda Huayoccari ubicada en la provincia de Urubamba, donde fue pionero en la exportación del maíz blanco.
Nació en Paucartambo en 1895, hijo de Telémaco Orihuela y de Juana Yabar Arteta. Su familia es la unión de dos prominentes familias cusqueñas. En su familia paterna, su abuelo Manuel Avelino Orihuela Bravo fue senador por el departamento del Cusco entre 1860 y 1869 además de diputado constituyente en el Congreso Constituyente de 1860. Su padre fue también senador por el departamento del Cusco desde 1901 hasta 1910. Por su familia materna, sus tío Benigno Yabar Arteta fue diputado por Paucartambo en los años 1870 además de Dean del Cabildo Eclesiástico de la Catedral del Cusco mientras que su otro tío Ezequiel Yabar Arteta también fue diputado por Paucartambo en los años 1870 y 1880.
A principios de los años 1940 fue alcalde de Urubamba. También fue elegido diputado por la provincia de Urubamba en 1945 con 1091 votos por el Frente Democrático Nacional que postuló también a José Luis Bustamante y Rivero a la presidencia de la república.
En 1966, el arzobispo del Cusco monseñor Ricardo Durand Flórez decidió que el Palacio arzobispal del Cusco sirviera como museo. Para ello, acudió a Orihuela quien poseía una importante colección de pintura colonial cusqueña. De esa manera se formó el Museo de Arte de la Fundación José Orihuela y Yábar. Posteriormente el museo recibió una donación de cuadros de pintura virreinal cusqueña de parte del Arzobispado, del Seminario de San Antonio Abad, y de la parroquia de Santa Ana. Esas donaciones sirvieron de base para la colección del actual Museo de Arte Religioso del Cusco que desde 1966 funciona en este edificio.